# سهام خزانه
سهام خزانه (به انگلیسی: Treasury stock) سهام عادی یا ممتاز یک شرکت سهامی است، که توسط همان شرکت، مجدداً خریداری گردیده‌است. به عبارت دیگر شرکت، سهام صادر شده خود را، مجدداً در بورس خریداری می‌نماید.
بر طبق استانداردهای حسابداری، سهام خزانه، یک دارایی محسوب نمی‌شود و سود حاصل از خرید و فروش آن میان سهام‌داران توزیع نمی‌شود. همچنین سهام خزانه از حقوقی نظیر حق رای، سود سهام، حق تقدم خرید سهام برخوردار نیست.

## در ایران
در ایران، مادهٔ ۱۹۸ لایحهٔ قانونی اصلاح قسمتی از قانون تجارت، مصوب ۱۳۴۷/۱۲/۲۴، خرید سهام شرکت توسط همان شرکت را ممنوع اعلام کرده‌است. اما مطابق بند ب مادهٔ ۲۸ قانون رفع موانع تولید رقابت پذیر و ارتقای نظام مالی کشور، مصوب ۱۳۹۴/۰۲/۰۱، «شرکت‌های پذیرفته شده در بورس و بازارهای خارج از بورس براساس میزان سهام شناور خود در هر یک از بازارهای مذکور و براساس مقرراتی که با پیشنهاد سازمان بورس و اوراق بهادار به تصویب شورای عالی بورس و اوراق بهادار می‌رسد می‌توانند تا سقف ده درصد (۱۰٪) از سهام خود را خریداری و تحت عنوان سهام خزانه در شرکت نگهداری کنند. مادامی که این سهام در اختیار شرکت است فاقد حق رأی می‌باشد.»